# 천호대로
천호대로(千戶大路)는 서울특별시 동대문구 신설동 신설동역 로터리에서 강동구 상일동 상일 나들목을 잇는 왕복 6 ~ 10차선 도로이다. 광나루역에서 상일 나들목 구간은 국도 제43호선에 속하며, 신답철교부터 상일 나들목까지 구간에는 도로안내 노선번호로 50번이 부여되어 있다. 군자교 교차로에서 아차산역까지 구간은 국도 제3호선에 해당한다.

## 역사
- 1972년 11월 26일 : 광진동 - 천호동 상일동 시계 구간에 천호로 명칭을 최초 부여하였다. 천호동에서 도로명을 따 왔다.[3]
- 1976년 7월 5일 : 천호대로(고산자교 - 상일 나들목, 14.2 km)가 개통되었다.[4]
- 1984년 11월 7일 : 기점이 고산자교에서 신답철교로 단축되었다 (13.8 km).
- 1996년 1월 15일 : 중앙버스전용차로(신답역 - 아차산역, 4.5 km)가 개통되었다.[5]
- 2009년 7월 10일 : 하정로(신설동로터리 - 신답역, 1.7 km)와 통합하여 기점이 신답역에서 신설동로터리로 연장되었다 (15.5 km).
- 2010년 3월 15일 : 2개 이상 시·도에 걸쳐 있는 도로로 천호대로를 고시[6]
- 2011년 3월 19일 : 창우동 차고지 ~ 천호역 간 중앙버스전용차로 전 구간 개통 (10.5km).
- 2020년 4월 17일: 천호지하차도 철거 착공과 동시에 도로 부분 통제 (공사 구간은 천호대교 남단부터 강동역까지 1.2km)[7]
- 2020년 9월 11일: 천호대로 중앙버스전용차로 천호대교남단∼강동역 구간 개통 (1.2km)[8]

## 노선
- 연한 주황색(■): 서울특별시도 제50호선과 중복 구간
- 연한 분홍색(■): 국도 제43호선 및 서울특별시도 제50호선과 중복 구간
- 연한 노란색(■): 국도 제43호선, 국도 제46호선 및 서울특별시도 제50호선과 중복 구간
- 연한 파란색(■): 국도 제3호선 및 서울특별시도 제50호선과 중복 구간
- 연한 초록색(■): 국도 제3호선 및 서울특별시도 제50호선, 서울특별시도 제71호선과 중복 구간
- 표기한 서울특별시도는 안내용이다.

| 이름                                  | 접속 노선                                       | 소재지     | 소재지                   | 비고 |
| ------------------------------------- | ----------------------------------------------- | ---------- | ------------------------ | ---- |
| 신설동역오거리                        | 국도 제6호선 (종로) (왕산로) 난계로 보문로      | 서울특별시 | 동대문구                 |      |
| 동대문우체국                          |                                                 | 서울특별시 | 동대문구                 |      |
| 동진교                                | 천호대로7길 천호대로9길 청계천로5길 청계천로7길 | 서울특별시 | 동대문구                 |      |
| 시립동부병원앞 교차로                 | 무학로                                          | 서울특별시 | 동대문구                 |      |
| 용두4교                               | 정릉천동로 천호대로25길 청계천로13길            | 서울특별시 | 동대문구                 |      |
| 동대문구청사거리 (용두역)             | 고산자로                                        | 서울특별시 | 동대문구                 |      |
| 용두공원 동대문구청                   |                                                 | 서울특별시 | 동대문구                 |      |
| (신답철교)                            | 청계천로 천호대로45길 천호대로47길              | 서울특별시 | 북:동대문구 남:성동구    |      |
| 청계한신플러스 교차로                 | 서울시립대로                                    | 서울특별시 | 북:동대문구 남:성동구    |      |
| 신답역 교차로 (신답지하차도) (신답역) | 마장로 사가정로                                 | 서울특별시 | 북:동대문구 남:성동구    |      |
| 답십리역                              |                                                 | 서울특별시 | 북:동대문구 남:성동구    |      |
| 답십리역사거리                        | 전농로 용답중앙15길                             | 서울특별시 | 북:동대문구 남:성동구    |      |
| 도시철도공사사거리                    | 한천로 자동차시장길                             | 서울특별시 | 북:동대문구 남:성동구    |      |
| 장한평역 교차로 (장한평역)            | 장한로                                          | 서울특별시 | 북:동대문구 남:성동구    |      |
| 군자교                                | 동부간선도로 가람길                             | 서울특별시 | 북:동대문구 남:성동구    |      |
| 군자교                                | 동부간선도로 가람길                             | 서울특별시 | 북:광진구 남:성동구      |      |
| 군자교 교차로                         | 국도 제3호선 국도 제47호선 (동일로)             | 서울특별시 |                          |      |
| 군자교 교차로                         | 국도 제3호선 국도 제47호선 (동일로)             | 서울특별시 | 광진구                   |      |
| 군자역사거리 (군자역)                 | 능동로                                          | 서울특별시 |                          |      |
| 아차산역 교차로                       | 용마산로                                        | 서울특별시 |                          |      |
| 아차산역                              |                                                 | 서울특별시 |                          |      |
| 아차산역 교차로                       | 국도 제3호선 (자양로)                           | 서울특별시 |                          |      |
| 워커힐입구 교차로                     | 워커힐로                                        | 서울특별시 |                          |      |
| 광장사거리 (광나루역)                 | 국도 제43호선 국도 제46호선 (아차산로)          | 서울특별시 |                          |      |
| 천호대교 북단                         | 국도 제46호선 (강변북로)                        | 서울특별시 |                          |      |
| 천호대교                              |                                                 | 서울특별시 |                          |      |
| 강동구                                |                                                 | 서울특별시 |                          |      |
| 천호대교 남단                         | 올림픽대로                                      | 서울특별시 |                          |      |
| 천호사거리 (천호지하차도) (천호역)    | 올림픽로                                        | 서울특별시 | 천호지하차도 철거 공사중 |      |
| 강동역                                |                                                 | 서울특별시 |                          |      |
| 강동성심병원 교차로                   | 성안로                                          | 서울특별시 |                          |      |
| 길동사거리                            | 양재대로                                        | 서울특별시 |                          |      |
| 둔촌고교입구 교차로                   | 명일로                                          | 서울특별시 |                          |      |
| 생태공원앞 교차로                     | 동남로                                          | 서울특별시 |                          |      |
| 상일2교                               | 상일로                                          | 서울특별시 |                          |      |
| 상일 나들목                           | 100호선 수도권제1순환고속도로                   | 서울특별시 |                          |      |
| 조정대로와 직결                       |                                                 |            |                          |      |

## 중앙버스전용차로
1996년 1월 20일에 개통되어 현재 천호대교부터 신설동역까지 중앙버스전용차선이 별도로 시행 중이며, 2011년 3월 19일 나머지 구간인 천호역 ~ 하남시 창우동 구간이 개통되었다.

## 주요 건물 및 시설
- 동대문우체국 (서울특별시 동대문구 천호대로 4)
- 동아제약빌딩 (서울특별시 동대문구 천호대로 64)
- 홈플러스 동대문점 (서울특별시 동대문구 천호대로 133)
- 동대문구청 (서울특별시 동대문구 천호대로 145)
- 신답역 (서울특별시 성동구 천호대로 232)
- 동부시장 (서울특별시 동대문구 천호대로 281)
- 답십리역 (서울특별시 동대문구 천호대로 지하300)
- 서울교통공사 (서울특별시 성동구 천호대로 346)
- 용답동우체국 (서울특별시 성동구 천호대로 378)
- 현대백화점 천호점 (서울특별시 강동구 천호대로 1001)
- 이마트 천호점 (서울특별시 강동구 천호대로 1015)
- 강동역 (서울특별시 강동구 천호대로 지하1097)
- 길동자연생태공원 (서울특별시 강동구 천호대로 1298)
- 서울상일초등학교 (서울특별시 강동구 천호대로 1477)